# 1959 dans les parcs de loisirs
| Années des parcs de loisirs : 1956 - 1957 - 1958 - 1959 - 1960 - 1961 - 1962    |
| Décennies des parcs de loisirs : 1920 - 1930 - 1940 - 1950 - 1960 - 1970 - 1980 |

## Parcs d'attractions

### Ouverture
- Busch Gardens Tampa Bay ( États-Unis)
- Flamingo Park ( Royaume-Uni) Aujourd'hui connu sous le nom Flamingo Land Theme Park & Zoo
- Centre attractif et éducatif de la Citadelle ( Belgique) Aujourd'hui connu sous le nom Parc attractif Reine Fabiola
- Śląskie Wesołe Miasteczko ( Pologne)
- Santa's Village ( États-Unis) ouvert au public le 30 mai. Aujourd'hui connu sous le nom Santa's Village AZoosment Park.
- Uncle Cliff's Amusement Park ( États-Unis) Aujourd'hui connu sous le nom Cliff's Amusement Park

## Attractions

### Montagnes russes
| Nom                 | Type/Modèle        | Constructeur                  | Parc                    | Pays       |
| ------------------- | ------------------ | ----------------------------- | ----------------------- | ---------- |
| Mad Mouse           | Wild Mouse         | Allan Herschell Company       | Frontier City           | États-Unis |
| Matterhorn Bobsleds | Assise en duel     | Arrow                         | Disneyland              | États-Unis |
| Wild Mouse          | Wild Mouse en bois |                               | Crystal Beach Park (en) | Canada     |
| Wild Mouse          | Wild Mouse         | B.A. Schiff & Associates (en) | Cedar Point             | États-Unis |
| Wild Mouse          | Wild Mouse         | B.A. Schiff & Associates (en) | Riverview Park          | États-Unis |
| Wild Mouse          | Wild Mouse en bois |                               | Luna Park Sydney        | Australie  |

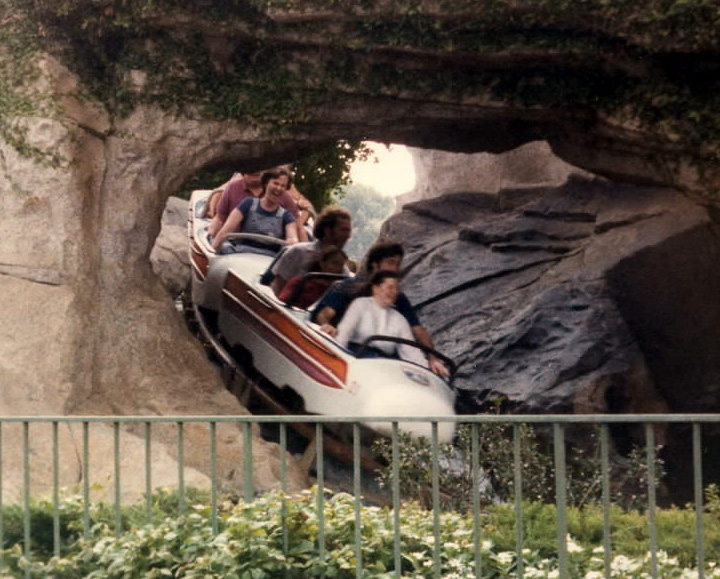
Matterhorn Bobsleds à Disneyland
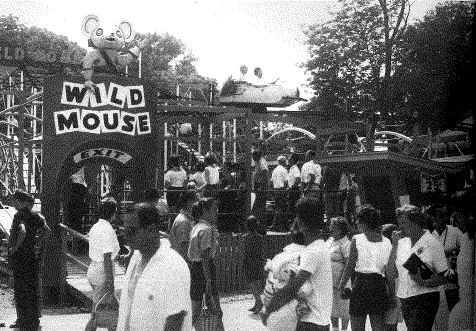
Wild Mouse à Cedar Point

### Autres attractions
| Nom                 | Type / Modèle        | Constructeur                     | Parc                      | Pays        |
| ------------------- | -------------------- | -------------------------------- | ------------------------- | ----------- |
| Derby Racer         | Carrousel            |                                  | Blachpool Pleasure Beach  | Royaume-Uni |
| Disneyland Monorail | Monorail             | WED Enterprises                  | Disneyland                | États-Unis  |
| Fantasyland Autopia | Parcours de voitures | WED Enterprises                  | Disneyland                | États-Unis  |
| Monorail            | Monorail             | Ohio Mechanical Handling Company | Cedar Point               | États-Unis  |
| Paratrooper         | Paratrooper          | Frank Hrubetz & Company (en)     | Kennywood                 | États-Unis  |
| Submarine Voyage    | Croisière scénique   | WED Enterprises                  | Disneyland                | États-Unis  |
| Turnpike Cars       | Parcours de voitures | Arrow Dynamics                   | Cedar Point               | États-Unis  |
| Ześlizg do wody     | Shoot the Chute      |                                  | Śląskie Wesołe Miasteczko | Pologne     |

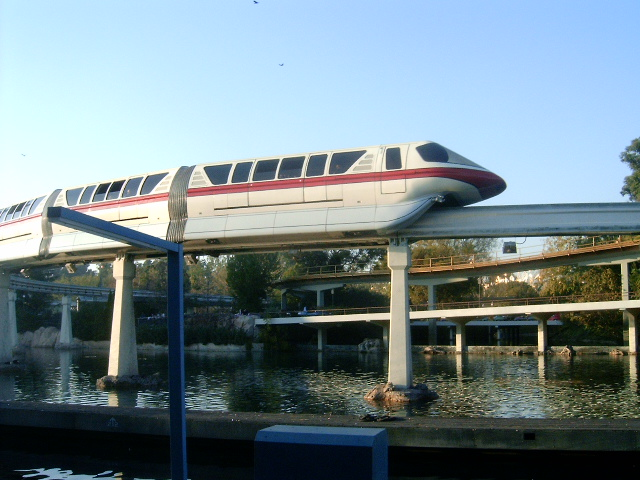
Disneyland Monorail à Disneyland
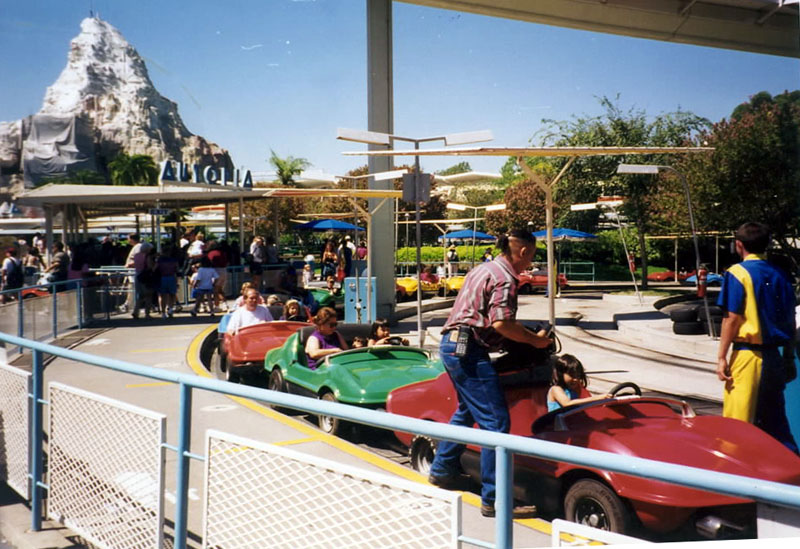
Fantasyland Autopia à Disneyland
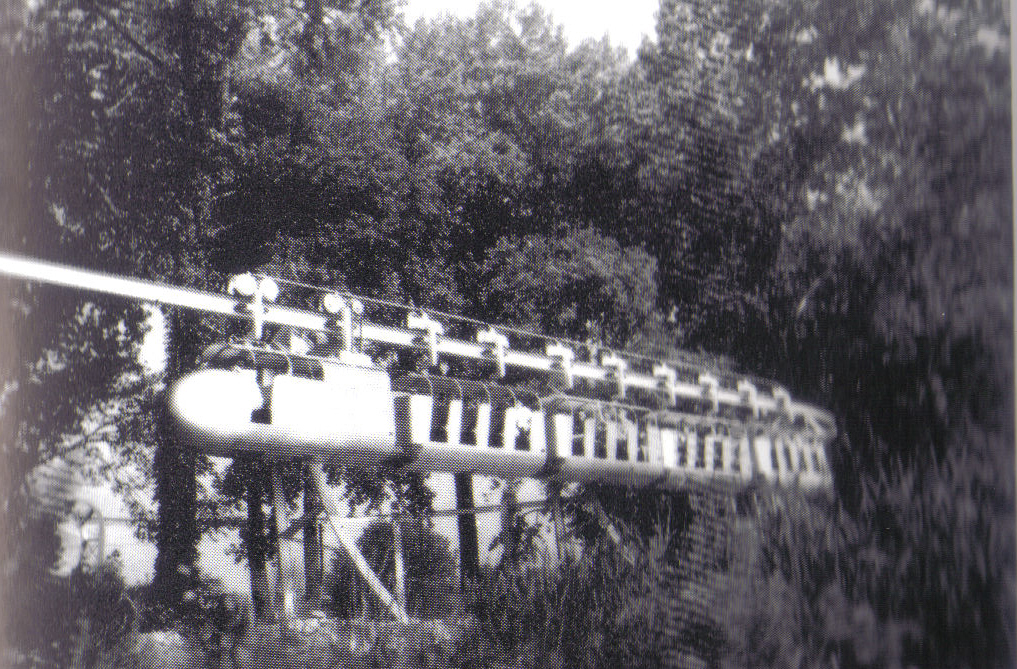
Monorail à Cedar Point
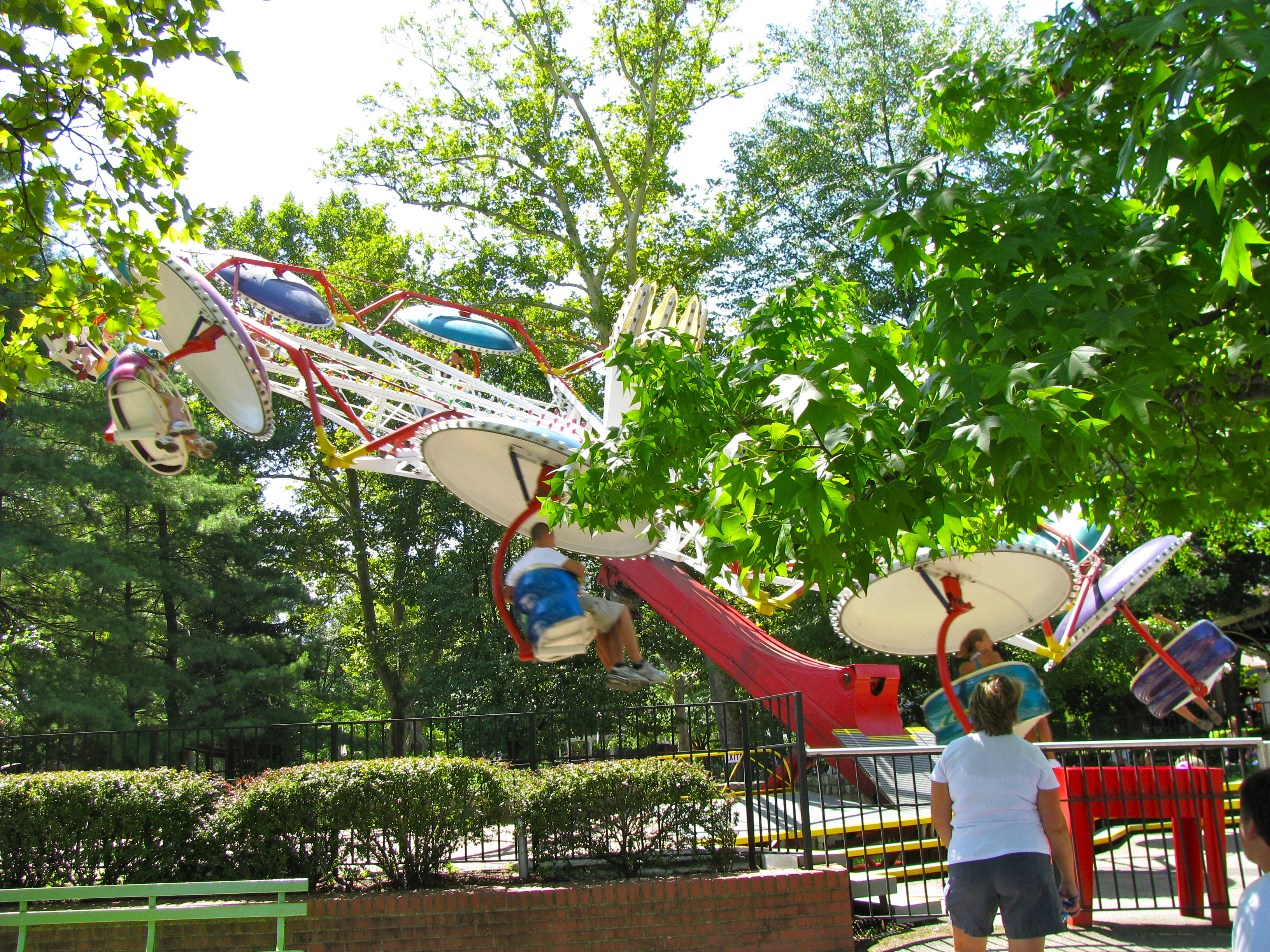
Paratrooper à Kennywood
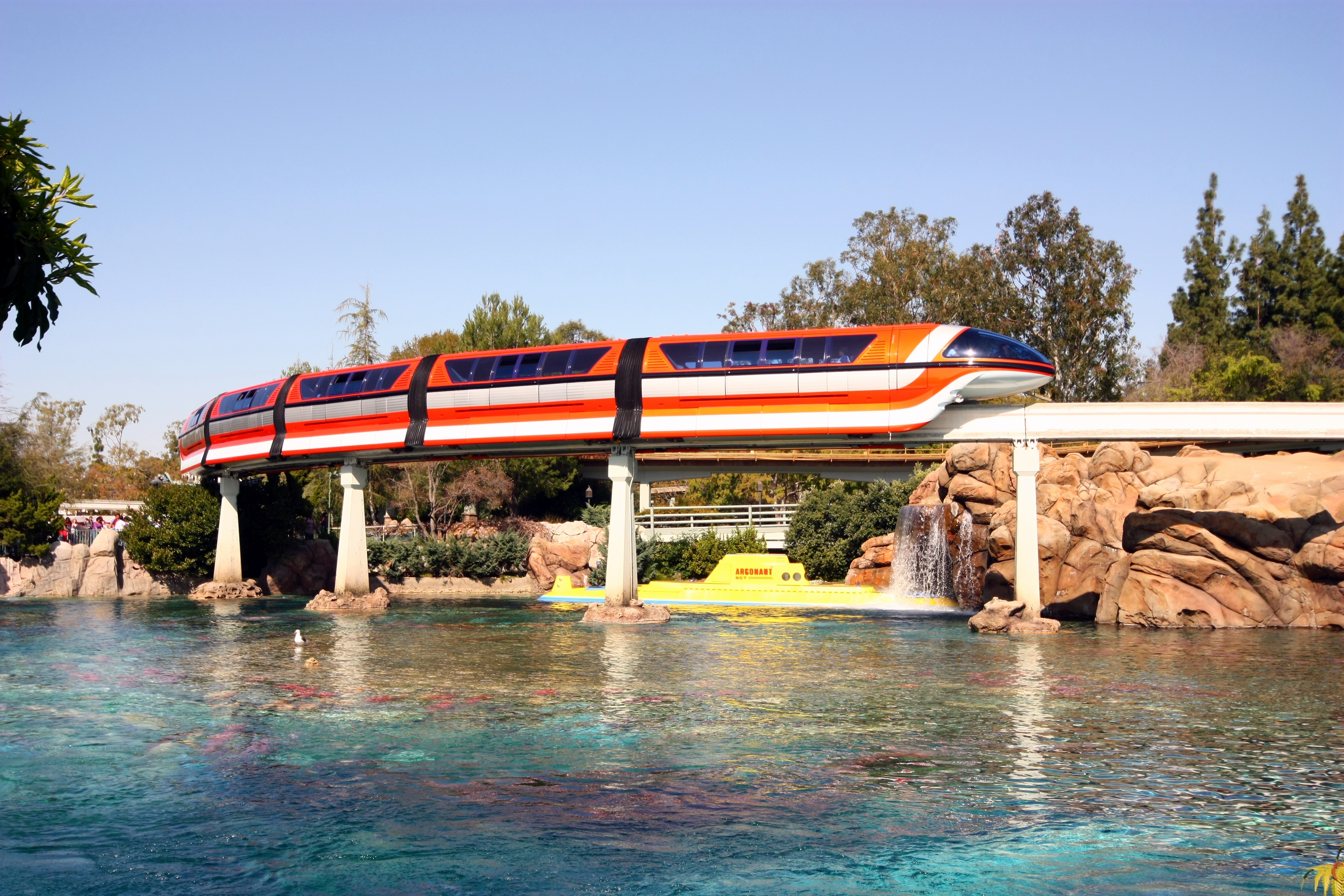
Disneyland Monorail passant au-dessus de Submarine Voyage à Disneyland
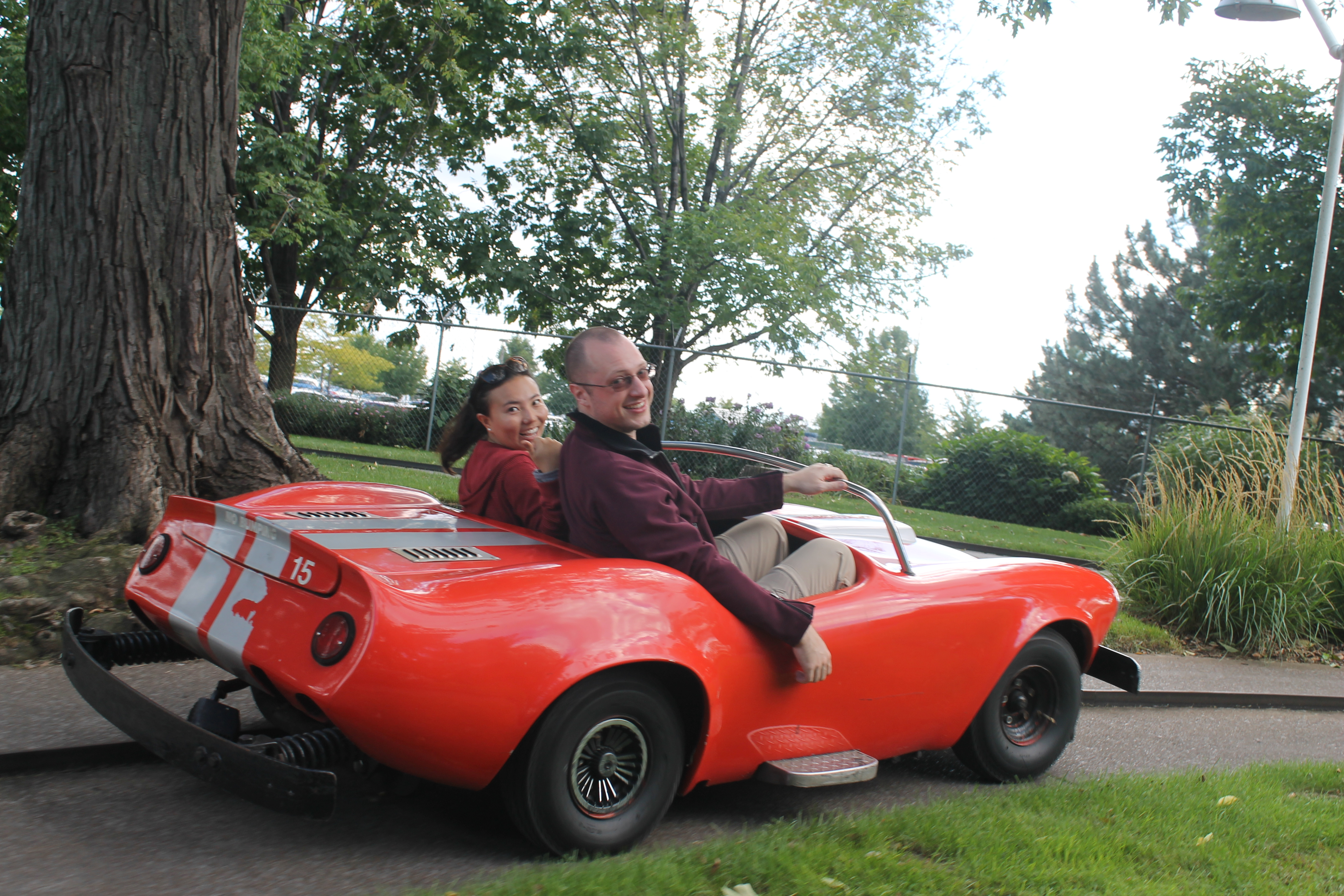
Turnpike Cars à Cedar Point
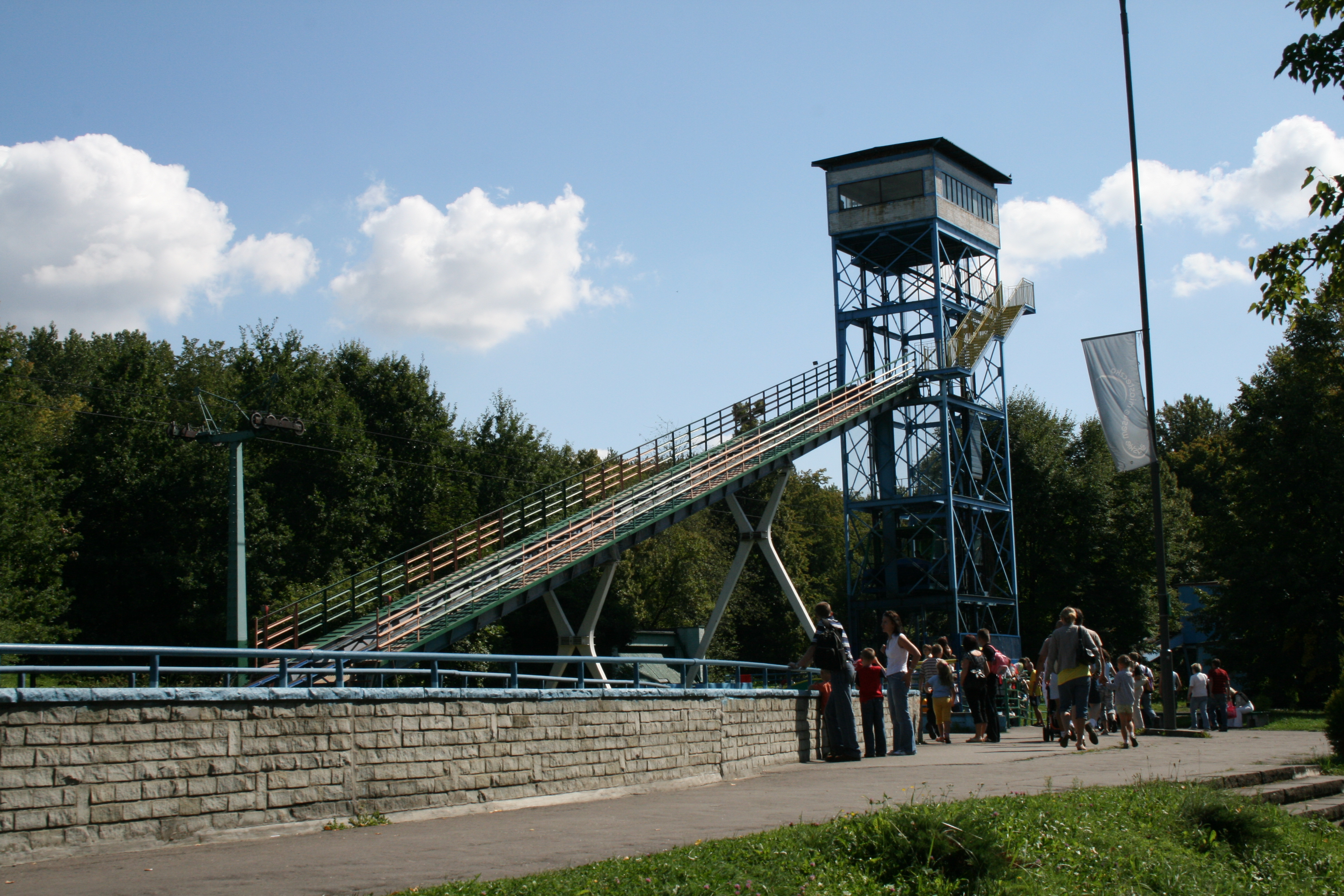
Ześlizg do wody à Śląskie Wesołe Miasteczko